# Kanton Saint-Julien-du-Sault
Kanton Saint-Julien-du-Sault (fr. Canton de Saint-Julien-du-Sault) byl francouzský kanton v departementu Yonne v regionu Burgundsko. Skládal se z devíti obcí. Zrušen byl po reformě kantonů 2014.

## Obce kantonu
- La Celle-Saint-Cyr
- Cudot
- Précy-sur-Vrin
- Saint-Julien-du-Sault
- Saint-Loup-d'Ordon
- Saint-Martin-d'Ordon
- Saint-Romain-le-Preux
- Sépeaux
- Verlin